# Route 107 (Nouvelle-Écosse)
Pour les articles homonymes, voir Route 107.
La route 107 est une route située dans le sud-est de la Nouvelle-Écosse, à l'est d'Halifax. Elle possède une longueur totale de 52 km (32 mi) est majoritairement une autoroute à une seule chaussée.

## Description du tracé

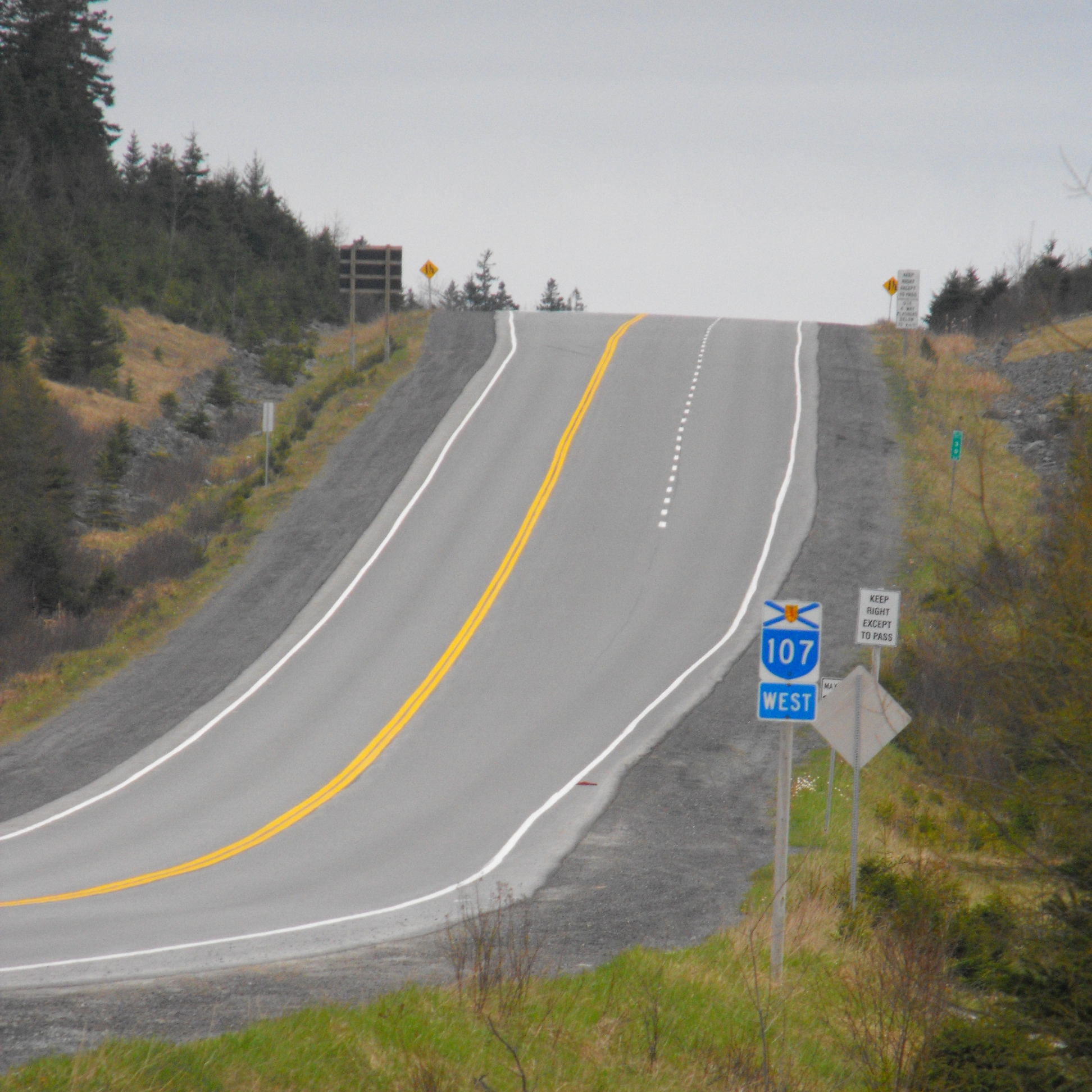
La route 107.

La route 107 débute à Bedford à l'échangeur avec la route 102. Elle se dirige vers le sud-est jusqu'au Parc industriel Burnside à Dartmouth pour ensuite continuer vers l'est jusqu'à un échangeur avec la route 118. À partir de là, elle continue vers le sud-est jusqu'à l'intersection avec la route 7 à Westphal. Elle bifurque vers l'est en formant un multiplex avec la route 7 jusqu'aux environs de Preston, où elles se séparent. La route 107 continue vers l'est comme route à accès contrôlé de deux voies pour le reste de son trajet. Elle passe par Preston, Lake Echo, Porters Lake et Head of Chezzetcook avant d'atteindre son terminus est à l'intersection avec la route 7 près de Musquodoboit Harbour.

## Liste des sorties
Les numéros de sorties débutent à 10, car dans les plans originaux de l'autoroute, elle devait contourner Halifax ou s'étendre plus vers l'ouest près de Sackville et de Windsor.
| Comté                                                  | Ville                          | km    | Sortie | Destinations                                                                   | Notes                                                                  |
| ------------------------------------------------------ | ------------------------------ | ----- | ------ | ------------------------------------------------------------------------------ | ---------------------------------------------------------------------- |
| Halifax                                                | Limite Lower Sackville–Bedford | 0,00  | 10     | Route 102 vers Route 101 – Halifax, Windsor, Aéroport, Truro                   | Sortie 4C de la Route 102                                              |
| Halifax                                                | Limite Lower Sackville–Bedford | 0,00  | 10     | Duke Street / Glendale Avenue                                                  | Sortie 4C de la Route 102                                              |
| Halifax                                                | Bedford                        | 3,00  | 11     | Anderson Lake Connector                                                        | Échangeur complètement construit, mais non-relié à aucune route locale |
| Halifax                                                | Burnside                       | 6,90  | 12     | Burnside Drive                                                                 | Sortie direction est, entrée direction ouest                           |
| Halifax                                                | Burnside                       | 8,00  | 12     | Akerley Boulevard                                                              | Sortie direction ouest, entrée direction est                           |
| Halifax                                                | Dartmouth                      | 9,90  | 13     | Route 118 – Halifax, Dartmouth, Aéroport, Truro                                | Indiqué sortie 13S (sud) et 13N (nord); sortie 13 de la Route 118      |
| Halifax                                                | Dartmouth                      | 12,50 | 14     | Vers Route 318 / Waverley Road / Braemer Drive                                 |                                                                        |
| Halifax                                                | Dartmouth                      | 17,70 | 15v    | Route 7 ouest – Dartmouth                                                      | Terminus ouest du multiplex avec la Route 7; intersection à niveau     |
| Halifax                                                | Dartmouth                      | 17,70 | 15v    | Vers Route 207 – Cole Harbour                                                  | Terminus ouest du multiplex avec la Route 7; intersection à niveau     |
| Halifax                                                | Cherry Brook                   | 21,50 | 16     | Route 328 sud vers Route 207                                                   |                                                                        |
| Halifax                                                |                                | 22,00 | 17     | Route 7 est – East Preston                                                     | Terminus est du multiplex avec la Route 7; intersection à niveau       |
| Halifax                                                | Mineville                      | 26,60 | 18     | Mineville, Lake Echo, East Preston                                             | East Preston indiqué en direction ouest seulement                      |
| Halifax                                                | Porters Lake                   | 34,20 | 19     | Vers Route 7 / Route 207 – West Porters Lake, Lawrencetown                     | Sortie direction est, entrée direction ouest                           |
| Halifax                                                | Porters Lake                   | 36,00 | 20     | Vers Route 7 / Route 207 – Porters Lake, Head of Chezzetcook, West Chezzetcook |                                                                        |
| Halifax                                                |                                | 43,00 | 21     | Vers Route 7 – Gaetz Brook, East Chezzetcook                                   | Sortie direction est, entrée direction ouest                           |
| Halifax                                                | Musquodoboit Harbour           | 52,20 |        | Route 7 – Porters Lake, Dartmouth, Musquodoboit Harbour, Sheet Harbour         |                                                                        |
| - Terminus de multiplex - Accès incomplet - Non-ouvert |                                |       |        |                                                                                |                                                                        |